# Димитровљев устав
Димитровљев устав (буг. Димитровска конституция) усвојен је 4. децембра 1947. године и њиме је формирана комунистичка власт у Бугарској. Важио је до 1971. године. 

## Историја
Устав је добио назив по Георги Димитрову, који је руководио писањем устава. Димитровљев устав други је устав у нововековној бугарској држави. Заменио је Трновски устав који је био на снази још од ослобођења Бугарске од Турака на Берлинском конгресу. Димитровљев устав писан је по узору на совјетски устав из 1936. године. Њиме је гарантована једнакост свих грађана пред законом, забрањена дискриминација, јединствени систем социјалне заштите, слобода говора, штампе и окупљања. Међутим, одредбе устава биле су ограничене клаузулом забране активности које би угрозиле тековине "националне револуције 9. септембра 1944. године". Грађанима је гарантовано запослење, али је утврђена и обавеза да раде у друштвено-корисним капацитетима. Устав је прописао и планирану националну економију. Приватна својина била је дозвољена, ако њено поседовање није било "на штету јавног добра". 